# کوکمکی
کوکِمَکی {{فنلاندی|Kokemäki) یک شهرک در فنلاند است که در ساتاکونتا واقع شده‌است. این شهرک در سال ۲۰۱۷ میلادی ۷٬۴۳۳ نفر جمعیت داشته‌است.

## خواهرخوانده
شهر بخش فالشوپینگ خواهرخواندهٔ کوکمکی هست.